# Allen Lee Davis
Allen Lee Davis (20 juillet 1944 – 8 juillet 1999), alias Tiny Davis, est un tueur américain, condamné à mort pour le meurtre d'une femme enceinte et de ses deux enfants le 11 mai 1982 à Jacksonville en Floride.
Le 8 juillet 1999, il fut exécuté sur la chaise électrique au pénitencier de Starke. Au cours de sa mise à mort, du sang coula de son nez sur sa chemise, une réaction banale compte tenu de l'éclatement des vaisseaux sanguins causé par la décharge électrique. 
Des photos de Davis mort encore sanglé sur la chaise électrique furent prises illégalement par l'administration pénitentiaire, puis diffusées sur Internet. 
Le scandale causé par ces publications poussa l'État de Floride à adopter l'injection létale comme deuxième mode d'exécution possible (le choix étant laissé au condamné).